# Marcel Dubuisson
Marcel Dubuisson, né à Olsene le 5 avril 1903 et mort à Liège le 25 octobre 1974 , est un zoologiste belge, professeur à l'université de Liège. Il en est le recteur pendant cinq mandats successifs, de 1953 à 1971.
Il est inhumé au Cimetière de Robermont à Liège.

## Biographie
Marcel Dubuisson fait ses études à l’Université de Gand où il est profondément marqué par les enseignements du professeur Frédéric Swarts (1866-1940), titulaire de la chaire de chimie générale.
Diplômé docteur en sciences naturelles en 1925, Marcel Dubuisson commence sa carrière à l'Université de Gand. D'abord assistant, il est ensuite nommé chef de travaux dans le service d’anatomie de la faculté de Médecine en 1928. Cette même année, il obtient également un mandat de chercheur qualifié du FNRS.
Marcel Dubuisson est à l'origine de la conception et de la création du campus universitaire et du parc scientifique du Sart Tilman, sur les hauteurs boisées de Liège, « le plus grand projet immobilier lié à l'histoire de l'université de Liège ».

## Distinction
- Grand officier de l'ordre d'Orange-Nassau en 1968 (Pays-Bas).